# Љубиша Миодраговић
Љубиша Миодраговић (Пријепоље, 1913 — Седобро, 27. септембар 1941) био је учесник Народноослободилачке борбе и народни херој Југославије.

## Биографија
Рођен је 1913. године у Пријепољу. После завршене основне школе и гимназије у Пријепољу, уписао се на Трговачку академију у Београду, а потом је прешао на Економски факултет у Загребу. На факултету је активно радио у студенстском покрету. После једне полицијске провале, 1937. године, Љубиша је да не би био ухапшен, илегално прешао границу и једно време живео у Аустрији и Чехословачкој.
По повратку у Југославију, активно је радио у стварању и организовању радничког и омладинског покрета у Пријепољу и Санџаку. Заједно са још неколико комуниста формирао је 1939. године партијску организацију у Пријепољу. Тада је изабран за секретара Месног комитета КПЈ за Пријепоље, а касније и за члана Покрајинског комитета КПЈ за Санџак.
Априла 1941. године, на позив Комунистичке партије Југославије, добровољно се пријавио у војску. После капитулације краљевске војске, избегао је заробљавање и вратио се кући са пушкомитраљезом. Био је један од организатора устанка и првих устаничких акција у Пријепољу и околини. Под његовим руководством створене су прве партизанске чете, разоружано неколико жанадрмеријских станица и организовано прикупљање оружја, хране, и другог материјала. У јесен 1941. године, издан је Италијанима, који су њега и групу партизана, 27. септембра, опколили и уништили у близини Пријепоља, код села Седобро. Локацију су Италијанима открили муслиманске усташе Саит Халиловић и Арслан Барјактаревић из Ташева, а игуман Милешеве Нестор Тркуља је убијен, јер је лажно оптужен да их је он издао.
Његова супруга Ђина Врбица, била је такође учосница НОР-а и проглашена је за народног хероја.
Указом Президијума Народне скупштине ФНР Југославије 182/51 21. децембра 1951, проглашен је за народног хероја.